# Po drugiej stronie lustra (album Haliny Mlynkovej)
Po drugiej stronie lustra – drugi solowy album studyjny polskiej piosenkarki Haliny Mlynkovej, wydany 29 października 2013 roku nakładem wytwórni płytowej Universal Music Polska. Na pierwszy singel promujący wydawnictwo wybrano utwór „Aż do dna”.
Wykonując utwór „Ostatni raz”, wokalistka wygrała konkurs SuperPremiery podczas LI Krajowego Festiwalu Piosenki Polskiej w Opolu.

## Lista utworów
Opracowano na podstawie materiału źródłowego.
1. „Po drugiej stronie lustra” (prolog) – 2:28
2. „Aż do dna” – 3:35
3. „Ostatni raz” – 3:58
4. „Karczma upiorów” – 3:30
5. „Aniele mój” – 3:40
6. „Chłopak z naręczem gwiazd” – 2:50
7. „Lorelai” – 4:46
8. „Choć masz duży nos” – 3:59
9. „Bóg tu zmarł” – 3:30
10. „Zjawa” – 3:13
11. „Deszcz” – 3:49
12. „Nie pragnij mnie” – 4:00
13. „Po drugiej stronie lustra” (epilog) – 3:06